# Il fuoco degli angeli
Il fuoco degli angeli (titolo originale inglese Angel Fire East) è un romanzo fantasy del 1999 scritto da Terry Brooks, terzo ed ultimo del Ciclo del demone. 
Il romanzo è ambientato alcuni anni dopo le vicende narrate ne Il cavaliere del verbo e quindici dopo quelli de Il demone. 

## Trama
Nel 2012 John Ross è stato incaricato dalla Signora del Lago di recuperare un Variante. Questo particolare essere è una generazione spontanea di magia che si manifesta casualmente e sebbene non sia legata né al Verbo né al Vuoto, può esser portata a favorire una parte piuttosto che un'altra. Essendo un concentrato di magia grezza, il Variante non ha una forma definita, possiede una vita media di trenta giorni e, se in quel lasso di tempo non trova una forma stabile, svanisce. Per trovare la propria forma definitiva, egli continua a mutare fin che non ne trova una di suo gradimento. Essendo un essere di magia attira al suo arrivo molte creature magiche, come i demoni che si vogliono impossessare del suo potere.
John è riuscito a catturare il Variante a fine novembre grazie ad un sogno fatto che gli ha rivelato dove sarebbe apparso. Fin dalla propria creazione, il Variante ha attirato molti demoni e John è stato costretto a scappare. Il Variante ha poi assunto la forma di un bambino e ha pronunciato il nome di Nest Freemark, alla quale John si è deciso a portarlo.
Nel frattempo, il Vuoto ha inviato il potente demone Findo Gask per riuscire a catturare il Variante o, nella peggiore delle ipotesi, a distruggerlo per impedire al Verbo di servirsene.
Già una prima volta Gask aveva provato a impadronirsi del Variante, ma con scarsi risultati dal momento che si era servito di esseri umani, facilmente uccisi da Ross. Per il secondo tentativo si è circondato invece di tre demoni: Twitch, un alto albino bianco, Penny Orribile, una donna dai capelli rossi, e un Ur'droch, un demone che vive nell'ombra.
Quattro giorni prima di Natale, la mattina di domenica 21 dicembre, alla porta di Nest bussa Findo Gask, subito riconosciuto da Nest come demone. Smascherato, il demone le annuncia l'arrivo di John Ross, dicendole che, sebbene lei non gli interessi, sarebbe pronto ad ucciderla per raggiungere il proprio scopo e rubare il Variante a John Ross. Nest lo respinge. Insieme a Penny Orrible, il demone riesce poi a convincere il vice sceriffo Larry Spence, innamorato di Nest, a farsi aiutare a scovare Ross, descrivendolo come un pericoloso criminale.
Nel frattempo Bennet Scott, ormai ventenne, e sua figlia Harper arrivano a casa di Nest. Nest scopre così che la vita di Bennet è stata molto traumatica dopo la separazione da lei e suo nonno, tanto da iniziare a far uso di droghe. Quella sera Nest, con il coro della chiesa, arriva a cantare davanti alla casa dove dimorano Findo Gask e i suoi scagnozzi, venendo attaccati da Twitch. Penny, però, riesce a convincerli che l'albino è malato, sviando i sospetti. Nella notte, John Ross giunge con il Variante, trasformato in bambino. Mentre lui è in casa con Nest, Bennet esce a fare un giro nel parco con Harper, dove incontra Penny Orrible che le offre una dose, provando a farla ricadere nella dipendenza della droga. A salvarla giunge Due Orsi (O'olish Amaneh) che la riaccompagna a casa di Nest. Penny prova ad attaccare il grosso indiano, ma non riesce neanche ad avvicinarglisi, vista la velocità e la forza dell'emissario del Verbo.
Irretito da Findo Gask, intanto, Larry Spence perseguita Nest per cercare di carpire notizie su John Ross e convincerla che lui è un pericoloso criminale. Gask prova inoltre a scoprire se in casa si trova il Variante. Infatti il demone non sapendo che forma ha assunto il Variante e non intuendo che è il bambino, non è in grado di individuarlo finché quest'ultimo non si trasforma. 
Nest prova a comunicare con il Variante con scarsi risultati. Durante una serata al parco, Gask prova a ucciderli, ma Pick li avvisa in tempo riuscendo a salvarli. La sera stessa, Bennet si incontra nuovamente con Penny che riesce nell'intento di farla drogare. 
Il giorno seguente John va a cena da Josie Jackson mentre Nest, i bambini e Bennet vanno ad una festa organizzata dagli Heppler. Durante la festa, Bennet scappa di nascosto e decide di lasciare Harper con Nest, sapendo di non riuscire a crescere la figlia in modo degno e non volendo rovinarle la vita come sua madre ha fatto con lei. Praticamente incosciente a causa della droga, Bennet si reca davanti al precipizio del parco dove Nest l'aveva salvata quindici anni prima e muore cadendo. Accortasi della mancanza di Bennet, Nest si fa portare a casa, dove viene attaccata dall'Ur'droch sconfitto dal cane magico Wraith. Quando quest'ultimo non è dentro la donna, il Variante le si avvicina chiamandola "mamma".
La mattina dopo, Larry Spence interroga Nest e John per la morte di Bennet, permettendo a Findo Gask, tramite l'Ur'droch, di rapire i bambini. Il demone, però, non sa che uno dei bambini è il Variante. Il suo unico scopo è quello di usarli per ricattare Nest e John. Rapiti i bambini, Nest libera Wraith per cercare Pick, e concede al cane fantasma la libertà. Tuttavia Wraith rimarrà a proteggerla fino alla fine. John e Nest decidono così di attaccare Gask e i suoi demoni per riprendere i bambini. Nella battaglia, John uccide Penny e Twitch, ma non riesce a uccidere il loro capo. Nest, grazie all'aiuto di Wraith, salva i due bambini e uccide l'Ur'droch nello scantinato della casa dei demoni. Scopre così che il Variante voleva diventare suo figlio e poteva farlo solo nel caso in cui Wraith non fosse più vissuto dentro di lei. Terminata la battaglia, Findo Gask raggiunge Nest che gli fa credere che il Variante è scomparso. In realtà il bambino-Variante è entrato dentro al corpo della giovane donna. Di conseguenza, Findo Gask se ne va per non rischiare la vita in una battaglia contro Nest e Wraith, essendo la sua missione terminata con la scomparsa del Variante.
John Ross morente è accolto dalla Signora del Lago che lo ricompensa per tutte le sue fatiche, e il suo bastone viene raccolto da O'olish Amaneh.

## Personaggi
- Nest Freemark
- John Ross
- O'olish Amaneh
- Findo Gask
- Variante
- Wraith
- Pick
- Bennet Scott
- Harper Scott
- Penny Orribile
- Larry Spence
- Josie Jackson
- Robert Heppler

## Edizioni
- Terry Brooks, Il fuoco degli angeli, traduzione di Riccardo Valla, Arnoldo Mondadori Editore, 2000, EAN.